# Lala (fiume)
La Lala (in russo Лала?) è un fiume della Russia europea settentrionale, affluente di destra della Luza. Scorre nei rajon Kotlasskij e  Vilegodskij dell'Oblast' di Arcangelo e nel Luzskij rajon dell'Oblast' di Kirov.
Il fiume ha la sua sorgente a sud di Korjažma. Nella prima metà del corso, scorre a sud-est attraverso un'area forestale disabitata; vicino al villaggio di Verchnelal'e gira a sud-ovest e attraversa una serie di villaggi. Nel corso inferiore entra nella pianura alluvionale della Luza, nella quale sfocia a 102 km dalla foce, presso Lal'sk. Ha una lunghezza di 172 km, il suo bacino è di 1 010 km².